# 水に流して (歌曲)
「水に流して」（みずにながして、Non, je ne regrette rien） は、シャンソンの楽曲である。
シャルル・デュモン（Charles Dumont）作曲のシャンソンで、1956年発表の曲。原題は Non, je ne regrette rien、意味は「私は決して後悔しない」である。ミシェル・ヴォケール（Michel Vaucaire）による歌詞がつけられていた。エディット・ピアフの1960年リリースのレコード録音がヒットし、現在に至るまでいろいろな歌手により歌い継がれている。
歌詞なしの演奏もある。2010年のアメリカ映画『インセプション』や、『ドリーマーズ』、『マダガスカル3』でも使用されている。

## カヴァー
フランス
- エディット・ピアフ Édith Piaf
- ミレイユ・マチュー Mireille Mathieu

ドイツ
- ラムシュタイン（「パリの春」にて引用している。）

カナダ
- イザベル・ブーレイ Isabelle Boulay

日本
- 金子由香利
- 長坂玲
- 松本かずこ
- 奥田晶子
- 美輪明宏（2011年にNHKのテレビドラマTAROの塔の主題歌として歌っている。）
- 菅原洋一
- 水夏希 - 越路吹雪トリビュートアルバム『越路吹雪に捧ぐ』（2016年12月21日）に収録
- 美川憲一 - 歌手生活40周年記念アルバム『人生は映画(シネマ)のように』（2004年9月17日）に収録